# Los Campesinos!
Los Campesinos! són un grup indie compost per set membres i format a la Universitat de Cardiff, Gal·les a principis del 2006. Van llançar el seu àlbum de debut, Hold on Now, Youngster..., al febrer del 2008 i el seu segon àlbum, titulat We Are Beautiful, We Are Doomed, aquell mateix any, el 27 d'octubre.

## Història

### Formació
El grup es va formar el 2006 a la Universitat de Cardiff, al principi amb Neil a la guitarra, Ellen al baix, i Ollie a la bateria. Al març del 2006, Tom s'uneix a la banda, prenent el rol de Guitarrista principal i compositor de les lletres, seguit posteriorment per Gareth a les veus i glockenspiel, Harriet al violí i teclats, i finalment Aleksandra a les veus, teclats, i melòdica. Segons en Tom, aquest va conèixer en Neil després de sentir-li per casualitat debatent amb Sufjan Stevens en un pub. Les primeres composicions de la banda eren peces llargues amb un estil "post-rock," no obstant això no hi ha enregistraments d'aquesta primera època que hagin arribat al públic.
La banda duu a terme la seva primera actuació el 8 de maig del 2006 en un pub nocturn d'estudiants, i continuan realitzant actuacions amb molt bon acolliment al voltant de Cardiff. Graven una primera Demo amb les cançons "Death To Los Campesinos!", "It Started With A Mixx", "Sweet Dreams Sweet Cheeks", i un directe de "You! Me! Dancing!". Les cançons es pugen a Internet, reforçant així la seva popularitat aconseguida gràcies al seu enèrgic directe, i a més s'emeten al programa de ràdio "Beth & Huw's" de la BBC Radio 1 de Gal·les. La reputació de la banda contínua creixent, i a l'agost de 2006 els porta a telonejar al grup canadenc Broken Social Scene.

### Senzills i EP de debut
Al novembre del 2006, la banda signa amb Wichita Recordings i llancen el seu primer senzill el 26 de febrer del 2007, amb les noves cançons "We Throw Parties, You Throw Knives" i "Don't Tell Me To Do The Math(s)". A l'abril la banda signa amb el segell canadenc Arts & Crafts per al llançament al Canadà i Estats Units. Al juny del 2007 la banda treu una edició limitada en vinil de 7" de la cançó "You! Me! Dancing!", acompanyada amb una sèrie de concerts en Bath, Newport, Cardiff i Londres. Amb aquests dos senzills es fa un recopilatori (produït per Dave Newfeld, col·laborador de Broken Social Scene) per al llançament a Amèrica del Nord com Sticking Fingers Into Sockets el 3 de juliol en el segell Arts & Crafts. La banda s'embarca en el seu primer tour al voltant del Regne Unit a l'octubre, precedit pel nou senzill "The International Tweexcore Underground" (publicat el 15 d'octubre de 2007).

### Hold on Now, Youngster... i We Are Beautiful, We Are Doomed
El seu àlbum de debut, titulat Hold on Now, Youngster... es publica al Regne Unit el 25 de febrer de 2008, i als Estats Units l'1 d'abril de 2008. A més comencen un tour europeu i nord-americà per publicitar el nou àlbum. NME puntua l'àlbum amb un 6/10, lloant la seva musicalitat però trobant-los a faltar cohesió. Per contra altres fonts com Pitchfork Media i Drowned in Sound els lloen. El grup fa el seu debut en TV a Tubridy Tonight el 9 de febrer de 2008.
L'1 d'agost de 2008 la banda anuncia que un enregistrament titulat We Are Beautiful, We Are Doomed es llançarà abans del final d'any, i posteriorment es confirma la data del 13 d'octubre, encara que finalment es retarda al 27 d'octubre de 2008. La banda ho explica: "No serà un cares-B i rareses o 'les cançons que no eren prou bones per a l'àlbum juntament amb alguns remixos i enregistraments en directe de l'escena indie de Cardiff'; seran deu noves cançons que no heu escoltat mai cap de vosaltres." Finalment no es treuen senzills d'aquest nou enregistrament i la seva distribució és limitada.
El grup anuncia noves dates de gira al Regne Unit per a octubre del 2008 juntament amb No Age i Times New Viking.
A l'abril del 2009, la banda toca a Argentina, Colòmbia i Veneçuela en el seu primer tour per Sud-amèrica. I donen a Mèxic un dels seus millors concerts tocant a l'indie-o fest.

### Romance Is Boring
El 2009 Los Campesinos! graven un nou àlbum, Romance Is Boring, a Stamford, Connecticut juntament amb John Goodmanson, en múltiples sessions, amb la segona meitat de la seva gira nord-americana encara en marxa. Al maig del 2009 s'anuncia en el seu blog que estan a punt d'acabar l'enregistrament de l'àlbum the album i que es mesclarà a Gal·les al juny. S'anuncia també el títol de dues cançons: "This Is a Flag. There Is No Wind" i "Straight in at 101" El matí del 2 de juny del 2009 s'anuncia a la seva pàgina web que Aleks abandona la banda per tornar als seus estudis, després d'una gira per Estats Units a l'agost. El 24 de juny Los Campesinos! anuncien en el seu blog que l'àlbum s'ha completat. Apareix el títol de l'àlbum i les seves cançons (totes menys una), però la banda no pot comentar res sobre aquest tema de moment. Una gira per Regne Unit s'anuncia pel 6 de juliol del 2009, el primer sense Aleks i amb el nou membre de la banda. Al desembre del 2009 seran teloneros de The Cribs en quatre dates del seu tour per Regne Unit actual. Finalment, sembla que es va fixar la data de publicació de l'àlbum per l'1 de febrer de 2010, sent precedit per "There Are Listed Buildings", senzill que va sortir el 2 de novembre de l'any anterior.

## Discografia

### Àlbums
- 2008: Hold on Now, Youngster... #72 RU, #45 EUA Billboard Top Heatseekers[9]
- 2008: We Are Beautiful, We Are Doomed #43 EUA Billboard Top Heatseekers[10]
- 2010: Romance Is Boring
- 2011: Hello Sadness
- 2013: No Blues
- 2017: Sick Scenes
- 2024: All Hell

### EP
- 2007: Sticking Fingers into Sockets
- 2010: All's Well That Ends
- 2014: A Los Campesinos! Christmas
- 2021: Whole Damn Body

### Demos
- 2006: Hold on Now, Youngster

### Senzills
| 2007 | "We Throw Parties, You Throw Knives"/"Don't Tell Me to Do the Math(s)" | Wichita      | Sticking Fingers into Sockets | —   |
| 2007 | "You! Me! Dancing!"                                                    | Wichita      | Hold on Now, Youngster...     | —   |
| 2007 | "The International Tweexcore Underground"                              | Wichita      | Senzill sense àlbum           | 126 |
| 2008 | "Death to Los Campesinos!"                                             | Wichita      | Hold on Now, Youngster...     | 198 |
| 2008 | "My Year in Lists"                                                     | Wichita      | Hold on Now, Youngster...     | 198 |
| 2009 | "The Sea Is a Good Place to Think of the Future"                       | Wichita      | Romance Is Boring             | —   |
| 2009 | "There Are Listed Buildings"                                           | Wichita      | Romance Is Boring             | —   |
| 2010 | "Romance Is Boring"                                                    | Wichita      | Romance Is Boring             | —   |
| 2010 | "Kindle a Flame in Her Heart"                                          | Wichita      | Senzill sense àlbum           | —   |
| 2011 | "By Your Hand"                                                         | Wichita      | Hello Sadness                 | —   |
| 2011 | "Hello Sadness"                                                        | Wichita      | Hello Sadness                 | —   |
| 2011 | "Songs About Your Girlfriend                                           | Wichita      | Hello Sadness                 | —   |
| 2012 | "Tiptoe Through the True Bits"                                         | Wichita      | Senzills sense àlbums         | —   |
| 2012 | "A Doe to a Deer"                                                      | Wichita      | Senzills sense àlbums         | —   |
| 2013 | "What Death Leaves Behind"                                             | Wichita      | No Blues                      | —   |
| 2013 | "Avocado Baby"                                                         | Wichita      | No Blues                      | —   |
| 2014 | "Little Mouth"                                                         | Wichita      | Senzill sense àlbum           | —   |
| 2014 | "The Holly and the Ivy"                                                | Wichita      | A Los Campesinos! Christmas   | —   |
| 2016 | "I Broke Up in Amarante"                                               | Wichita      | Sick Scenes                   | —   |
| 2017 | "5 Flucloxacillin"                                                     | Wichita      | Sick Scenes                   | —   |
| 2017 | "The Fall of Home"                                                     | Wichita      | Sick Scenes                   | —   |
| 2017 | "Renato Dall'Ara (2008)"                                               | Wichita      | Sick Scenes                   | —   |
| 2024 | "Feast of Tongues"                                                     | Heart Swells | All Hell                      | —   |
| 2024 | "A Psychic Wound"                                                      | Heart Swells | All Hell                      | —   |